# El mar infinito
El mar infinito es el segundo libro de la trilogía hecha por el escritor Rick Yancey y que comienza con La Quinta Ola. Es una novela de ciencia ficción narrada en primera persona desde la perspectiva de su protagonista, Cassie Sullivan, alternando con Evan Walker y Hacha. La novela salió a la venta en 2014.

## Personajes
- Cassiopea Marie Sullivan "Cassie" : Protagonista principal de la historia, tiene 16 años, luego de sobrevivir a las cuatro olas anteriores, tiene que luchar por sobrevivir, junto a su hermano, a la quinta ola. Se enamora de Ben cuando estaban en el instituto, y de Evan cuando este la rescata en la autopista. Perdió a su padre, Olliver, a quien mata Vosch.

- Ben Parish "Zombi":  Tiene 16 años, compañero de Cassie en el instituto. Coincide con Sam en el campamento después de las olas.

- Evan Walker: Tiene 18/19 años. Silenciador, conoce a Cassie cuando le dispará en la autopista y la lleva a su casa para curarla. Se enamora de Cassie y le ayuda a buscar a su hermano. Pierde a sus padres, a su novia Lauren, y a sus hermanos, entre ellos, Val.

- Matrika "Hacha": Tiene 15/16 años. Hacía parte del Pelotón 19, pero luego fue asignada al Pelotón 53, donde estaba Ben. Tenía dos hermanos y a sus padres que murieron durante una de las olas.

- Samuel Marie Sullivan "Sammy/Sams/Frijol" : Tiene 5 años. Hermano pequeño de Cassie, es reclutado mientras se hospedaban en el "Campo Pozo de Ceniza", y lo llevan al "Campo Asilo" donde lo asignan al pelotón de Ben.

- Cnel. Alexander Vosch: Era el comandante del "Campo Asilo". Asesina al padre de Cassie durante su estadía en el "Campo Pozo de Ceniza", e intenta asesinar a Sammy, Cassie y Ben.

- Álex "Navaja": Soldado al mando de Vosch, perdió a sus cuatro hermanos y a sus padres. Conoció a Hacha luego de que la capturaran y le implantaran el sistema número 12. Se enamora de ella y la ayuda a escapar, traicionando a Vosch.

- Allison "Tacita': Tiene 7 años. Hacía parte del Pelotón 53. Escapa junto a sus demás compañeros luego de que la base se destruyera.

- Bizcocho: Hacía parte del Pelotón 53. Escapa junto a sus demás compañeros luego de que la base se destruyera. Perdió a su madre a causa de la peste y su hermano desapareció.

- Grace: Silenciadora. Rescata a Evan luego de que este escapara del "Campo Asilo".

- Dumbo: Tiene 12 años. Hacía parte del Pelotón 53. Escapa junto a sus demás compañeros luego de que la base se destruyera.

- Megan: Conoció a Sammy en el bus hacia el "Campo Asilo". Aparece luego en el hotel donde Cassie, Ben, Sammy, Bizcocho, Hacha, Tacita y Dumbo se hospedaban.

### Otros personajes
- Doctora Claire: Médica encargada de Hacha.

- Comandante Bob: Comandante que ayuda a escapar a Navaja, Hacha y Tacita en helicóptero.

- Stacey: Prima muerta de Navaja (mencionada sólo una vez).

- Olivia: Novia muerta de Navaja (mencionada sólo una vez)

- Datos: Q21467790